# Bill Cassidy
William Morgan Cassidy (* 28. září 1957, Highland Park, Illinois) je americký lékař a politik za Republikánskou stranu. Od roku 2015 je senátorem Spojených států amerických za stát Louisiana. V letech 2009–2015 byl poslancem Sněmovny reprezentantů, v níž zastupoval Louisianu za šestý kongresový okres.
Cassidy byl původně členem Demokratické strany, který podporoval Michaele Dudakise jako kandidáta na prezidenta v roce 1988. Později kritizoval úpadek konzervativních demokratů, načež svou politickou příslušnost změnil a stal se republikánem. Je jedním z mála republikánů, který svým hlasem podpořil proces druhého impeachmentu bývalého prezidenta Donalda Trumpa v senátu.